# Censo chileno de 1960
El XIII Censo Nacional de Población y II de Vivienda fue realizado el día 29 de noviembre de 1960, por la Oficina de Estadísticas y Censos, institución que precedió el Instituto Nacional de Estadísticas actual. A cargo de dicho proceso se encontró el director Nacional de dicha institución, Omar Rojas Molina, y el jefe nacional ejecutivo del Censo, Osvaldo Pérez Olmedo.
En esta oportunidad se agregó un nuevo concepto, el "hogar censal", que implicó la obtención de información sobre dos categorías básicas: 
- hogar particular (comprende todos los ocupantes de una vivienda particular, ya sea constituido por una o más personas)
- grupo no familiar (comprende lo que hoy se conoce en censos como vivienda colectiva).

## Resultados generales
| Resultados Generales | Resultados Generales | Resultados Generales |
| Indicador            | Cantidad             | %                    |
| -------------------- | -------------------- | -------------------- |
| Población total      | 7 374 115            | 100                  |
| Total Urbana         | 5 028 060            | 68,18                |
| Total Rural          | 2 346 055            | 31,82                |

| Analfabetos         | 730 038 | 9,9   |
| Anaflabetos Rurales | 443 457 | 60,74 |
| Analfabetos Urbanos | 286 581 | 39,26 |